# 김규식 (북로군정서)
김규식(金奎植, 1882년 3월 4일(음력 1월 15일) ~ 1931년 5월 10일(음력 3월 23일))은 한국의 독립운동가이다. 대한제국의 해산 군인 출신으로 북로군정서에서 ‘독립군의 호장군(虎將軍)’이라는 별명으로 활동했으며, 아호는 노은(蘆隱). 대한민국 임시정부 계열의 우사 김규식(金奎植), 서로군정서의 김규식(金圭植)과는 동명이인이다.

## 생애
1882년 경기도 양주군 구리면 사노리 안말의 281번지에서 태어났다. 1902년에 대한제국 무관학교에 입학하여 대한제국 육군 참위를 지냈다.  1907년 일제에 의한 대한제국 군대 해산 이후 의병으로 전환하였고, 양주에서 의병을 일으켰다. 1908년 1월 13도 창의군의 부대장을 보기도 하였다. 1908년 8월 일본에 체포되어 15년형을 선고받았으나 투옥된지 2년 후 한일합방때 석방되었다.
이후 1912년 만주로 망명, 1919년 서일, 김좌진 등과 함께 북로군정서를 조직하였다. 북로군정서는 이 시기 무장 항일 투쟁의 핵심 근거지 중 하나였으며, 산하에 사관연성소를 세우고 김규식은 교관을 맡아 무력을 양성했다. 1921년 청산리 전투에서는 제2연대장인 김좌진 수하의 제1대대장으로서 전투에 참가했다. 이후 1922년 3월에는 러시아의 밀산부에서 북로군정서가 다른 무장 투쟁 단체들과 통합하여 대한독립군단을 편성했을 때 총사령에 취임했다.
그러나 대한독립군단의 참모총장 이장녕, 여단장 이청천과 함께 군병력 3천5백여 명을 이끌고 러시아령으로 들어갔다가 자유시 참변을 겪게 되어 다시 옛 근거지인 옌지 지역으로 돌아와야 했다. 대한독립군단 총재 서일이 이 사건의 책임을 지고 자결하고 남은 조직은 재정난에 시달리는 어려움을 겪었으나, 김규식은 상하이 임시정부의 도움으로 위기를 넘기고 이범석을 영입해 1923년 이번에는 길현 명월구에서 고려혁명군을 창립하여 총사령에 취임했다.
1925년 신민부에, 1926년에는 고려혁명당에 가담해 활동하였고, 장기적인 항일 투쟁을 위해 교육에 뜻을 두고 옌지에 학교를 설립하기도 하였으나, 1931년 주하현 하동향 마의하 부근에서 암살되었다. 김규식을 유인해 암살한 사람은 옛 동지였다가 공산주의 계열로 전향한 최악인 것으로 알려져 있다.

## 사후
- 1963년 건국훈장 독립장이 추서되었다.

## 가족
김규식은 생전 4남1녀를 뒀고 셋째와 넷째 아들은 독립운동을 하다 자손 없이 사망했다.
- 손자 : 김건배

## 같이 보기
- 무오독립선언

## 참고자료
- 김규식 : 독립유공자 공훈록 - 국가보훈처
- 청산리전투 이끈 김규식 선생 외증손들의 '恨스런 광복절'(서울신문)